# Szabad Peru
A Szabad Peru (spanyolul: Perú Libre) egy perui, marxista szellemiségű politikai párt. 2008-ban alapították mint Szabad Peru Politikai Regionális Mozgalom, amely 2012-re országos méretű szervezetté vált Liberatriánus Peru néven. 2016-ban hivatalosan is párt lett a mozgalomból és 2016-ban felvette jelenlegi nevét.

## Története
A mozgalmat 2008-ban alapította Vladimir Cerrón, aki Junín megye kormányzója volt 2011 és 2014 között. Cerrónt utólag, 2019-ben börtönbüntetésre ítélték, amiért hatalmával visszaélve kormányzóként szabálytalan közbeszerzéseket folytatott hivatala. Cerrón 2018-ban újraindult pártelnöki tisztségért. Cerrón elindult a 2016-os perui választáson elnök-jelöltként, de rövidesen visszalépett a jelöltségtől, mivel alacsony támogatottsága volt és nem akarta hogy pártja lecsússzon a választási regisztrációról. A 2018-as regionális és önkormányzati választásokon Cerrón Lima polgármesterként az üzletember Ricardo Belmontot indította, aki összesen 3.89%-ot ért el.
A 2020-as perui parlamenti választáson elindult a párt, de a Kongresszusban 3.4%-ot elérve nem tudta átlépni a bejutási küszöböt, így mandátumot sem kapott a párt. A választások előtt már folytak koalíció tárgyalások az Együtt Peruért és az Új Peruval, hogy közös listán indulhassanak a választáson, de Cerrón büntetett előélete miatt az Új Peru számos vezetője elállt a közös indulástól, mind külön indultak és végül egyikük sem került be a Kongresszusba.
2021-ben a párt Pedro Castillo általános iskolai tanár, szakszervezeti tagot indította elnök-jelöltként, amely nagy népszerűséget hozott a pártnak. A választáson Castillo győzött, így Peru új elnökeként hivatalba lépésekor tárgyalásokat kezdett más perui politikai erőkkel hogy megegyezést kössenek emellett ideológiai diskurzusokat tartott, ahogyan korábban Ollanta Humala korábbi elnök tette.

## Ideológia
A párt magát, "baloldali szocialista szervezet"-nek nevezi, amely támogatja az imperializmusellenességet, demokráciát, decentralizációt, föderalizmus, humanizmust, internacionalizmust, Latin-amerikai integrációt és a szuverenitást. A párt kiáll Karl Marx, Vlagyimir Lenin és José Carlos Mariátegui perui író és marxista filozófus munkássága mellett. A párt irányultságát baloldalinak és szélsőbaloldalinak is szokták jellemezni, a párt ideológiailag marxista, marxista-leninista és szocialista.
Emellett mind Pedro Castillo és mind Vladimir Cerrón szociálkonzervatív állásponton voltak, hasonlóan jobboldali politikai riválisaikhoz: ellenzik az azonos neműek házasságát és az abortuszt. Castillo 2021-es megválasztását követően úgy nyilatkozott, hogy ellenzi Hugo Chávez és Nicolas Maduro politikáját. Arról is beszélt, hogy nem akarja államosítani az ipart és támogatja a jogállamiságot.

### Belpolitika
A Szabad Peru ellenzi a neoliberális gazdaságot és pártjuk feladata "megmenteni a lecsökkentett, észrevehetetlenné vált, haldokló Államot, a piaci diktatúrának való alárendeltségétől". Álláspontjuk szerint, amikor Peru a neoliberalizmust bevezette és a piaci deregulációt végrehajtották, azzal külföldi cégek irányították a gazdaságot, kizsákmányolták a munkásokat, egyenlőtlen növekedés lett és az ország egy "újgyarmati sorba" került. Eleinte a párt céljai közt szerepelt a bányászat, gázipar, olajipar , vízerőművek és telekommunikációs cégek államosítása, hogy fedezetük legyen szociális programokra. Később Castillo visszavonta ezen elképzeléseket és a nemzetközi piac megnyugtatására ígéretet tett, hogy nem fogja államosítani az ipart. Viszont a párt igazságosabb jóléti juttatásokat akar elosztani.
Ellenzik Alberto Fujimori politikáját. Eleinte a párt dekriminalizálni akarta az abortuszt, de végül megmaradt a jelenleg is érvényes szabályoknál.

### Külpolitika
Nemzetközi színtéren a párt "védelmezi a világban levő forradalmi mozgalmakat, különösen Latin-Amerikában: Kuba, Nicaragua, Ecuador, Venezuela és Bolívia esetében." A párt kiáll Fidel Castro és Hugo Chavez külpolitikájáért és regionális szolidaritásukért. Ellenzik a Lima Csoportot. Cerrón dicsérte Vlagyimir Putyin politikáját.
2021-es kampányban Castillo megvédte Nicolas Maduro venezuelai kormányát, amit "demokratikus kormánynak" nevezett.  Később visszavonta szavát és azt állította Perura utalva hogy "itt nem lesz Chavizmus" és hogy mielőtt Maduro "aggodalmát fejezné ki Peruval szemben, rendezze előbb saját belügyeit". A párt a venezuelai menekültválságot emberkereskedelmi problémának nevezte.